# Сойчиньский, Станислав
Стани́слав Сойчи́ньский (пол. Stanisław Sojczyński; 30 марта 1910, Жеёвице — 19 февраля 1947, Лодзь) — польский офицер, участник антинацистского сопротивления и антикоммунистической партизанской борьбы. Капитан Армии Крайовой, активист Службы победе Польши и Союза вооружённой борьбы. Основатель Конспиративного Войска Польского. Казнён коммунистическими властями. В Третьей Речи Посполитой реабилитирован, считается национальным героем.

## Подпоручик и учитель
Родился в крестьянской семье. После школы и педагогического колледжа в Ченстохове поступил на армейскую службу в пехотном полку. В 1936 получил звание подпоручика и был переведён в резерв.
Работал учителем польского языка в сельской школе. Был активистом учительского профсоюза и скаутской военизированной организации Стрелецкий союз.

## Партизанский офицер
В сентябре 1939 воевал против советских войск в районе Ковеля и Янув-Любельского. Попал в плен, сумел бежать. Пытался прорваться к Варшаве, чтобы присоединиться к войскам, обороняющим столицу от немцев. Не добравшись до Варшавы, вернулся в родное село, где присоединился к антинацистскому подполью. Состоял в Службе победе Польши, участвовал в создании местной организации Союза вооружённой борьбы.
С октября 1942 Станислав Сойчиньский — командир подразделения Армии Крайовой (АК) в Радомщанском повяте. Крупнейшей акцией стало нападение на немецкую тюрьму в Радомско в ночь на 8 августа 1943. Были освобождены более 50 заключённых. За эту операцию поручик Сойчиньский получил орден Virtuti Militari.
Во главе батальона АК Станислав Сойчиньский участвовал в Акции «Буря». Провёл серию боестолкновений с немецкими войсками. В январе 1945 получил звание капитана АК. Командовал 1-м батальоном 27-го пехотного полка АК.
В рядах АК воевал и младший брат Станислава Сойчиньского — Юзеф Сойчиньский, погибший в 1945.

## Командир подпольной армии
Капитан Сойчиньский не признал решения о роспуске АК. 3 апреля 1945 он опубликовал призыв к продолжению подпольной борьбы. Вокруг Сойчиньского сгруппировались бойцы его батальона.
12 августа 1945 капитан Сойчиньский опубликовал Открытое письмо, в котором объявил предательством призыв полковника АК Яна Мазуркевича к прекращению подпольной борьбы. 16 августа 1945 Сойчиньский издал собственный приказ — продолжать борьбу против коммунистических властей, защищать население от террора коммунистических органов госбезопасности. При этом он не признал организации подполья Свобода и Независимость.
Первоначально группа Сойчиньского именовалась Manewr (Манёвр) или Walka z Bezprawiem (Борьба с бесправием). 8 января 1946 было принято название Samodzielna Grupa Konspiracyjnego Wojska Polskiego — Самостоятельная группа Конспиративного Войска Польского, впоследствии сокращённое в Конспиративное Войско Польское (KWP). В период наибольшей активности в KWP состояли до 4 тысяч бойцов. Сойчиньский действовал в основном под псевдонимом Warszyc.
Основным районом действия KWP являлось Лодзинское воеводство, но акции проводились также в Силезском, Познанском, Келецком регионах. Организация издавала газету W swietle prawdy (В свете истины).
Первой акцией стало убийство в сентябре 1945 начальника следственного отдела госбезопасности в Радомско Янкеля Якуба Цукермана. Крупнейшей операцией KWP явилась атака в Радомско в ночь на 20 апреля 1946. Из местной тюрьмы были освобождены 57 заключённых. После этого вопрос о ликвидации KWP взял на контроль Мечислав Мочар.

## Арест, суд, казнь
Арест Станислава Сойчиньского стал результатом спецоперации. Госбезопасность завербовала Генрика Бжуску, одного из бойцов KWP. Бжуска указал местопребывание командира в Ченстохове. 27 июня 1946 опергруппа Мочара арестовала Станислава Сойчиньского. Вместе с ним была схвачена его помощница Халина Пикульская. На следующий день госбезопасность арестовала заместителя командующего KWP Ксаверия Бласяка и начальника разведки Станислава Зелановского. В сентябре был захвачен Генрик Глапиньский.
Суд над Станиславом Сойчиньским и его соратниками состоялся в Лодзи и продолжался около недели. 17 декабря 1946 Сойчиньский с пятью ближайшими соратниками были приговорены к смертной казни и расстреляны 19 февраля 1947. Спустя три дня была объявлена государственная амнистия.
Место захоронения Станислава Сойчиньского осталось неизвестным.

## Память и почести

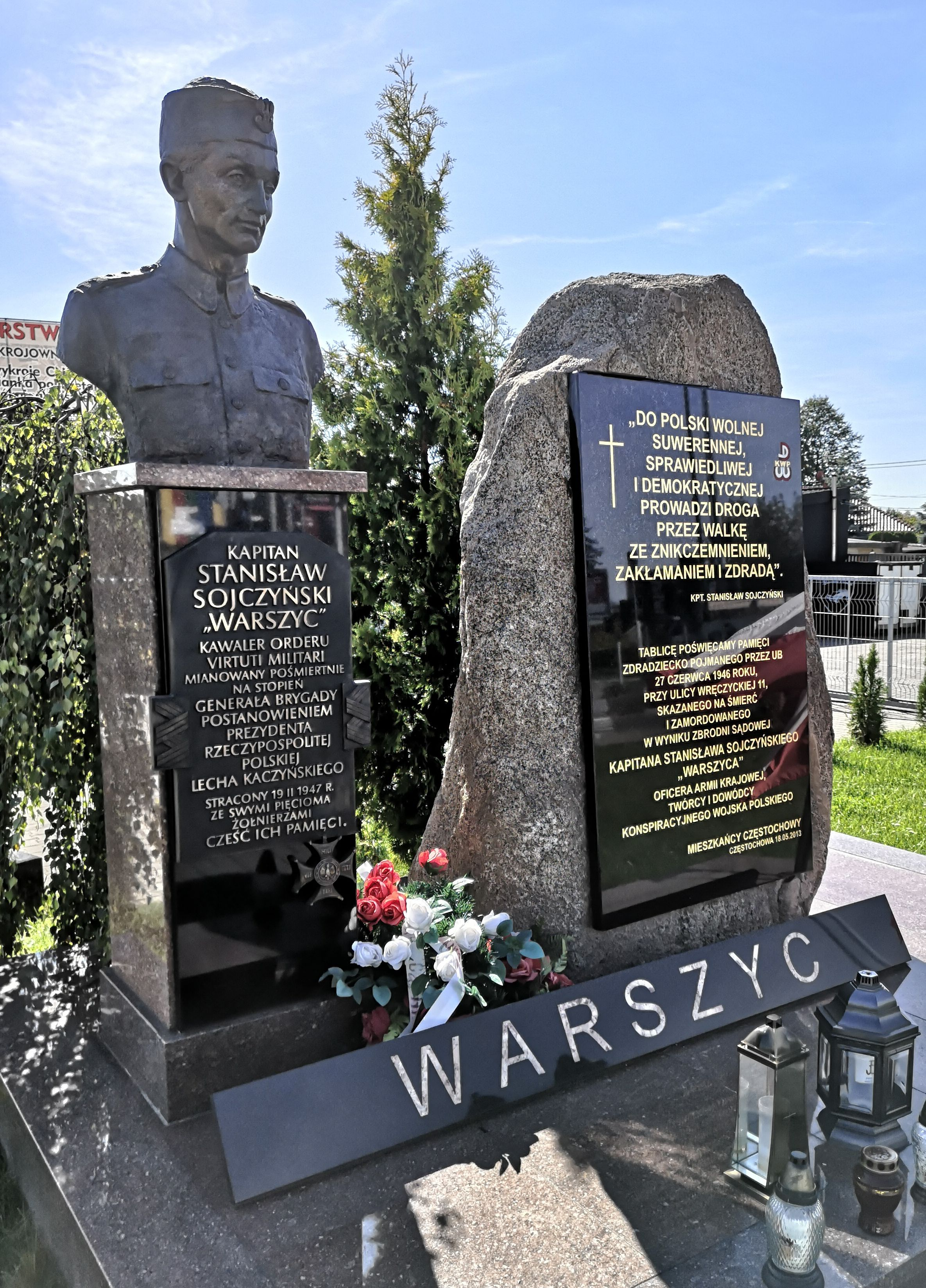

14 октября 1992 года суд Лодзинского воеводства отменил приговор 1946 года. Деятельность Станислава Сойчиньского были квалифицирована как защита национальной независимости Польши.
11 ноября 2006 года Станислав Сойчиньский посмертно награждён офицерским крестом ордена Возрождения Польши.
Именем Станислава Сойчиньского названы улицы в Лодзи, Ченстохове, Радомско. В 2007 году о судьбе Сойчиньского был снят историко-документальный фильм Czy warto było tak żyć? — Стоило ли так жить?
5 ноября 2009 года президент Польши Лех Качиньский издал указ о посмертном присвоении Станиславу Сойчиньскому звания бригадного генерала.
8 ноября 2009 года в Каменьске был открыт памятник Сойчиньскому. Городской совет Радомско объявил 2010 «Годом KWP». 17 сентября 2010, в год 100-летия Станислава Сойчиньского (и в 71-ю годовщину вторжения советских войск в Польшу), ему был установлен памятник в родном селе.
26 сентября 2010 года в Радомско был воздвигнут памятник бойцам KWP. Этот проект курировал президент Качиньский, подтвердивший намерение присутствовать на церемонии открытия за несколько дней до гибели.
18 мая 2013 года памятник Станиславу Сойчиньскому был возведён в Ченстохове, близ места его ареста.